# 久世広文
久世 広文（くぜ ひろふみ）は、幕末の大名。下総国関宿藩主。関宿藩久世家8代。

## 生涯
嘉永6年（1853年）、先代藩主・久世広周の長男として生まれる。文久元年（1861年）3月16日、老中・安藤信正と関係を深めるため信正の娘との婚約を願ったものの、幕府の許可が得られず、明治2年（1869年）10月23日に至って婚約を解消している。文久2年（1862年）8月16日、広周は幕政の失敗を理由に強制隠居処分となり、広文が家督を相続するが、5万8000石に減封された。さらに広周が11月20日に永蟄居処分に下されるや、さらに減封されて4万8000石となった。
若年のため、藩政は家臣団によって行なわれ、農兵の徴集や天狗党の乱の鎮圧などに参加している。慶応元年（1865年）2月15日、14代将軍徳川家茂に拝謁する。同年12月25日に従五位下・出雲守に叙位・任官する。慶応4年（1868年）2月2日に隠岐守に遷任する。
戊辰戦争(久世騒乱)では、佐幕派として江戸城を守備したが、藩内はその主導権をめぐって佐幕派と尊王派に分裂した。佐幕派は江戸にあった広文を擁して深川に移し、これを奪取しようとする尊王派と争う有様だったが、結果、佐幕派が主導権をとる。佐幕派は万宇隊を結成するなど彰義隊と協力して新政府軍と戦ったが、敗れた広文らは下総佐倉藩を頼って逃れる。後に帰国したが謹慎を命じられた。家臣による助命の嘆願運動などもあって、明治元年（1868年）12月7日、5000石の減封と強制隠居の処分を受け、官位剥奪などの処分で許された。
明治2年（1869年）9月28日に罪を許され、10月13日には官位も復された。明治32年（1899年）10月に死去、享年47。

## 系譜
父母
- 久世広周（父）

婚約者
- 安藤信正の娘

養子
- 久世広業 ー 実弟